# رودریگو روزنبرگ مارزانو
رودریگو روزنبرگ مارزانو (۲۸ نوامبر ۱۹۶۰–۱۰ مه ۲۰۰۹) وکیل گواتمالایی بود. روزنبرگ قبل از مرگ خود پیامی ویدیویی ضبط کرد و در آن گفت در صورت قتلش، آلوارو کلوم کابالروس (رئیس‌جمهور گواتمالا)، گوستاوو آلوخوس، ساندرا تورس د کلوم و گرگوریو والدس مستقیماً مسئول این امر هستند. قتل او و پخش ویدئوی مذکور باعث شورش در سطح کشور شد. پس از تحقیق توسط کمیسیون سازمان ملل، مقامات اعلام کردند که روزنبرگ مرگ خود را ترتیب داده و با پسر عموهای همسر سابق خود، فرانسیسکو خوزه رامون والدس پائز و خوزه استواردو والدس پائز، برای استخدام مجرم تماس گرفته بوده.
کارلوس کاسترسانا، رئیس CICIG که یک نهاد قضایی تحت نظر سازمان ملل متحد در گواتمالاست، مسئول تحقیقات در این زمینه بود و تأکید کرد که این یک فرضیه موقت بود. پسر عموهای متهم به جرم مشارکت در قتل، در جلسه دادرسی پشت درهای بسته، به زندان فرستاده شدند جایی که بیش از دو سال بدون محاکمه ماندند.
تحقیقات بیشتر همین کمیسیون ارتباط بین مردانی که روزنبرگ را هدف گلوله قرار دادند با قتل مرجوری و خلیل موسی را کشف نمود.
دو نفر از قاتلانی که در هر دو قتل شرکت داشتند، در ابتدا شهادت خود را تغییر داده بودند تا برادران والدس پائز را متهم کنند. وزارت داخله گواتمالا و کمیسیون مبارزه با مصونیت از مجازات در گواتمالا به فشار آوردن بر آن‌ها، برای متهم کردن برادران والدس پائز، متهم شده‌اند.